# EFLカップ2016-2017
EFLカップ2016-2017は、2016年8月10日から2017年2月26日の期間に開催された、通算57回目のフットボールリーグカップ (EFLカップ)である。マンチェスター・ユナイテッドが7大会ぶり5回目の優勝を達成した。

## 日程
| 試合   | 組み合わせ抽選会 | 開催日              | 開催日              | 備考                                                                                    |
| 試合   | 組み合わせ抽選会 | 第1戦               | 第2戦               | 備考                                                                                    |
| ------ | ---------------- | ------------------- | ------------------- | --------------------------------------------------------------------------------------- |
| 1回戦  | 2016年6月22日    | 2016年8月9日-11日   | 2016年8月9日-11日   | チャンピオンシップ (2部)22チーム、 リーグ1 (3部)24チーム、リーグ2 (4部)24チーム参加     |
| 2回戦  | 2016年8月10日    | 2016年8月23日・24日 | 2016年8月23日・24日 | プレミアリーグ (1部)13チーム (CL・EL不参加クラブ)、 チャンピオンシップ (2部)2チーム参加 |
| 3回戦  | 2016年8月24日    | 2016年9月20・21日   | 2016年9月20・21日   | プレミアリーグ (1部)7チーム参加 (CL・EL参加クラブ)                                      |
| 4回戦  | 2016年9月21日    | 2016年10月25・26日  | 2016年10月25・26日  |                                                                                         |
| 5回戦  | 2016年10月26日   | 2016年11月28・29日  | 2016年11月28・29日  |                                                                                         |
| 準決勝 | 2016年11月30日   | 2017年1月10・11日   | 2017年1月25・26日   |                                                                                         |
| 決勝   | ―                | 2017年2月26日       | 2017年2月26日       |                                                                                         |

## 1回戦
組み合わせ抽選会は2016年6月22日に行われた。このラウンドからは、チャンピオンシップ (2部)の22クラブ、リーグ1 (3部)の全24クラブ、リーグ2 (4部)の全24クラブの合計70クラブが参加する。なお、チーム名横の括弧内の数字は所属するディビジョンを表す (2回戦以降も同様)。
| チーム #1                              | スコア          | チーム #2                          |
| -------------------------------------- | --------------- | ---------------------------------- |
| 2016年8月9日                           |                 |                                    |
| カーライル・ユナイテッド (4)           | 2 - 1           | ポート・ヴェイル (3)               |
| ロザラム・ユナイテッド (2)             | 4 - 5 (延長)    | モアカム (4)                       |
| アクリントン・スタンリー (4)           | 1 - 1 (11-10 p) | ブラッドフォード・シティ (3)       |
| ロッチデール (3)                       | 3 - 1           | チェスターフィールド (3)           |
| マンスフィールド・タウン (4)           | 1 - 3           | ブラックバーン・ローヴァーズ (2)   |
| バーンズリー (2)                       | 1 - 2 (延長)    | ノーサンプトン・タウン (3)         |
| ケンブリッジ・ユナイテッド (4)         | 2 - 1 (延長)    | シェフィールド・ウェンズデイ (2)   |
| ダービー・カウンティ (2)               | 1 - 0           | グリムズビー・タウン (4)           |
| オールダム・アスレティック (3)         | 2 - 1           | ウィガン・アスレティック (2)       |
| スカンソープ・ユナイテッド (4)         | 2 - 0 (延長)    | ノッツ・カウンティ (4)             |
| ドンカスター・ローヴァーズ (4)         | 1 -2            | ノッティンガム・フォレスト (2)     |
| シェフィールド・ユナイテッド (3)       | 1 - 2 (延長)    | クルー・アレクサンドラ (4)         |
| シュルーズベリー・タウン (3)           | 2 - 1           | ハダースフィールド・タウン (2)     |
| プレストン・ノースエンド (2)           | 1 - 0           | ハートリプール・ユナイテッド (4)   |
| ブラックプール (4)                     | 4 - 2 (延長)    | ボルトン・ワンダラーズ (3)         |
| ピーターバラ・ユナイテッド (3)         | 3 - 2           | AFCウィンブルドン (3)              |
| コヴェントリー・シティ (3)             | 3 - 2 (延長)    | ポーツマス (4)                     |
| ブライトン&ホーヴ・アルビオン (2)      | 4 - 0           | コルチェスター・ユナイテッド (4)   |
| チェルトナム・タウン (4)               | 1 - 0           | チャールトン・アスレティック (3)   |
| バーミンガム・シティ (2)               | 0 - 1 (延長)    | オックスフォード・ユナイテッド (3) |
| サウスエンド・ユナイテッド (3)         | 1 - 3           | ジリンガム (3)                     |
| ウルヴァーハンプトン・ワンダラーズ (2) | 2 - 1           | クローリー・タウン (4)             |
| レイトン・オリエント (4)               | 2 - 3           | フラム (2)                         |
| イプスウィッチ・タウン (2)             | 0 - 1           | スティヴネイジ (4)                 |
| ウィコム・ワンダラーズ (4)             | 0 - 1           | ブリストル・シティ (2)             |
| ウォルソール (3)                       | 0 - 2 (延長)    | ヨーヴィル・タウン (4)             |
| エクセター・シティ (4)                 | 1 - 0 (延長)    | ブレントフォード (2)               |
| ニューポート・カウンティ (4)           | 2 - 3           | ミルトン・キーンズ・ドンズ (3)     |
| バーネット (4)                         | 0 - 4           | ミルウォール (3)                   |
| レディング (2)                         | 2 - 0           | プリマス・アーガイル (4)           |
| 2016年8月10日                          |                 |                                    |
| バートン・アルビオン (2)               | 3 - 2 (延長)    | ベリー (3)                         |
| フリートウッド・タウン (3)             | 2 - 2 (4-5 p)   | リーズ・ユナイテッド (2)           |
| ルートン・タウン (4)                   | 3 - 1           | アストン・ヴィラ (2)               |
| クイーンズ・パーク・レンジャーズ (2)   | 2 - 2 (4-2 p)   | スウィンドン・タウン (3)           |
| 2016年8月11日                          |                 |                                    |
| ブリストル・ローヴァーズ (3)           | 1 - 0 (延長)    | カーディフ・シティ (2)             |

## 2回戦
組み合わせ抽選会は2016年8月20日に行われた。このラウンドからは、1回戦に勝利した35クラブに加え、UEFAチャンピオンズリーグ・UEFAヨーロッパリーグに参加しないプレミアリーグ (1部)の13クラブ、チャンピオンシップ (2部)の2クラブが参加する。
| チーム #1                              | スコア          | チーム #2                                |
| -------------------------------------- | --------------- | ---------------------------------------- |
| 2016年8月23日                          |                 |                                          |
| クイーンズ・パーク・レンジャーズ (2)   | 2 - 1           | ロッチデール (3)                         |
| スカンソープ・ユナイテッド (4)         | 1 - 2 (延長)    | ブリストル・シティ (2)                   |
| ワトフォード (1)                       | 1 - 2 (延長)    | ジリンガム (3)                           |
| ピーターバラ・ユナイテッド (3)         | 1 - 3           | スウォンジー・シティ (1)                 |
| エヴァートン (1)                       | 4 - 0           | ヨーヴィル・タウン (4)                   |
| ミルウォール (3)                       | 1 - 2           | ノッティンガム・フォレスト (2)           |
| ルートン・タウン (4)                   | 0 - 1           | リーズ・ユナイテッド (2)                 |
| チェルシー (1)                         | 3 - 2           | ブリストル・ローヴァーズ (3)             |
| バートン・アルビオン (2)               | 0 - 5           | リヴァプール (1)                         |
| ブラックバーン・ローヴァーズ (2)       | 4 - 3 (延長)    | クルー・アレクサンドラ (4)               |
| クリスタル・パレス (1)                 | 2 - 0           | ブラックプール (4)                       |
| プレストン・ノースエンド (2)           | 2 - 0           | オールダム・アスレティック (3)           |
| オックスフォード・ユナイテッド (3)     | 2 - 4           | ブライトン&ホーヴ・アルビオン (2)        |
| レディング (2)                         | 2 - 2 (4-2 p)   | ミルトン・キーンズ・ドンズ (3)           |
| ニューカッスル・ユナイテッド (2)       | 2 - 0           | チェルトナム・タウン (4)                 |
| エクセター・シティ (4)                 | 1 - 3           | ハル・シティ (1)                         |
| ダービー・カウンティ (2)               | 1 - 1 (14-13 p) | カーライル・ユナイテッド (4)             |
| ノーサンプトン・タウン (3)             | 2 - 2 (4-3 p)   | ウェスト・ブロムウィッチ・アルビオン (1) |
| ウルヴァーハンプトン・ワンダラーズ (2) | 2 - 1           | ケンブリッジ・ユナイテッド (4)           |
| スティヴネイジ (4)                     | 0 - 4           | ストーク・シティ (1)                     |
| ノリッジ・シティ (2)                   | 6 - 1           | コヴェントリー・シティ (3)               |
| 2016年8月24日                          |                 |                                          |
| サンダーランド (1)                     | 1 - 0           | シュルーズベリー・タウン (3)             |
| アクリントン・スタンリー (4)           | 1 - 0 (延長)    | バーンリー (1)                           |
| モアカム (4)                           | 1 - 2           | ボーンマス (1)                           |
| フラム (2)                             | 2 - 1 (延長)    | ミドルズブラ (1)                         |

## 3回戦
組み合わせ抽選会は2016年8月24日に行われた。このラウンドからは、2回戦に勝利した25クラブに加え、UEFAチャンピオンズリーグ・UEFAヨーロッパリーグ2016-17に参加するプレミアリーグ (1部)の7クラブが参加する。
| 2016年9月20日 | ボーンマス (1)                         | 2 - 3 (延長)  | プレストン・ノースエンド (2) | ボーンマス                                                                |  |
| 19:45         | グラバン 53分 (pen.) · ゴスリング 76分 | レポート(BBC) | マキエノク 10分, 85分, 111分 | 競技場: バイタリティ・スタジアム 観客数: 7,595人 主審: サイモン・フーパー |  |

| 2016年9月20日 | ブライトン&ホーヴ・アルビオン (2) | 1 - 2         | レディング (2)                | ブライトン                                                            |  |
| 19:45         | ヘメド 85分                       | レポート(BBC) | クイン 32分 · スウィフト 54分 | 競技場: ファルマー・スタジアム 観客数: 6,235人 主審: リー・プロバート |  |

| 2016年9月20日 | ダービー・カウンティ (2) | 0 - 3         | リヴァプール (1)                                  | ダービー                                                                       |  |
| 19:45         |                          | レポート(BBC) | クラヴァン 24分 · コウチーニョ 50分 · オリジ 54分 | 競技場: プライド・パーク・スタジアム 観客数: 26,245人 主審: グラハム・スコット |  |

| 2016年9月20日 | エヴァートン (1) | 0 - 2         | ノリッジ・シティ (2)                  | リヴァプール                                                               |  |
| 19:45         |                  | レポート(BBC) | ネイスミス 41分 · Jo・マーフィー 74分 | 競技場: グディソン・パーク 観客数: 29,550人 主審: アンドリュー・マッドレー |  |

| 2016年9月20日 | リーズ・ユナイテッド (2) | 1 - 0         | ブラックバーン・ローヴァーズ (2) | リーズ                                                            |  |
| 19:45         | ウッド 85分              | レポート(BBC) |                                  | 競技場: エランド・ロード 観客数: 8,488人 主審: ダレン・デッドマン |  |

| 2016年9月20日 | レスター・シティ (1) | 2 - 4 (延長)  | チェルシー (1)                                            | レスター                                                                       |  |
| 19:45         | 岡崎慎司 17分, 34分  | レポート(BBC) | ケーヒル 45+2分 · アスピリクエタ 49分 · セスク 92分, 94分 | 競技場: キング・パワー・スタジアム 観客数: 29,899人 主審: ロバート・マッドレー |  |

| 2016年9月20日 | ニューカッスル・ユナイテッド (2) | 2 - 0         | ウルヴァーハンプトン・ワンダラーズ (2) | ニューカッスル・アポン・タイン                                                 |  |
| 19:45         | リッチー 29分 · グフラン 31分    | レポート(BBC) |                                        | 競技場: セント・ジェームズ・パーク 観客数: 34,735人 主審: アンディ・ウールマー |  |

| 2016年9月20日 | ノッティンガム・フォレスト (2) | 0 - 4         | アーセナル (1)                                                                 | ノッティンガム                                                       |  |
| 19:45         |                                | レポート(BBC) | ジャカ 23分 · ルーカス 60分 (pen.), 71分 · オックスレイド＝チェンバレン 90+4分 | 競技場: シティ・グラウンド 観客数: 28,567人 主審: ポール・ティアニー |  |

| 2016年9月21日 | フラム (2)    | 1 - 2         | ブリストル・シティ (2)                | ロンドン                                                                |  |
| 19:45         | ピアソン 14分 | レポート(BBC) | ウィルブラハム 45分 · アブラハム 90分 | 競技場: クレイヴン・コテージ 観客数: 6,017人 主審: アンディ・デイヴィス |  |

| 2016年9月21日 | ノーサンプトン・タウン (3) | 1 - 3         | マンチェスター・ユナイテッド (1)                        | ノーサンプトン                                                                          |  |
| 19:45         | レベル 42分 (pen.)         | レポート(BBC) | キャリック 17分 · エレーラ 68分 · ラッシュフォード 75分 | 競技場: シックスフィールズ・スタジアム 観客数: 7,798人 主審: スチュアート・アットウェル |  |

| 2016年9月21日 | クイーンズ・パーク・レンジャーズ (2) | 1 - 2         | サンダーランド (1)  | ロンドン                                                           |  |
| 19:45         | サンドロ 60分                        | レポート(BBC) | マクネア 70分, 80分 | 競技場: ロフタス・ロード 観客数: 14,301人 主審: ピーター・バンクス |  |

| 2016年9月21日 | サウサンプトン (1)                       | 2 - 0         | クリスタル・パレス (1) | サウサンプトン                                                                     |  |
| 19:45         | オースティン 33分 (pen.) · ヘスケス 63分 | レポート(BBC) |                        | 競技場: セント・メリーズ・スタジアム 観客数: 14,080人 主審: ジェームズ・アドコック |  |

| 2016年9月21日 | スウォンジー・シティ (1) | 1 - 2         | マンチェスター・シティ (1)       | スウォンジー                                                           |  |
| 19:45         | シグルズソン 90+3分      | レポート(BBC) | クリシー 49分 · A・ガルシア 67分 | 競技場: リバティ・スタジアム 観客数: 18,237人 主審: キース・ストラウド |  |

| 2016年9月21日 | ウェストハム・ユナイテッド (1) | 1 - 0         | アクリントン・スタンリー (4) | ロンドン                                                                   |  |
| 19:45         | ペイェ 90+6分                  | レポート(BBC) |                              | 競技場: ロンドン・スタジアム 観客数: 39,877人 主審: スティーヴ・マーティン |  |

| 2016年9月21日 | ストーク・シティ (1)    | 1 - 2         | ハル・シティ (1)                    | ストーク＝オン＝トレント                                         |  |
| 20:00         | アルナウトヴィッチ 24分 | レポート(BBC) | メイソン 45分 · ヘンリクセン 90+1分 | 競技場: Bet365スタジアム 観客数: 10,550人 主審: クリス・カバナー |  |

| 2016年9月21日 | トッテナム・ホットスパー (1)                                               | 5 - 0         | ジリンガム (3) | ロンドン                                                                     |  |
| 20:00         | エリクセン 31分, 48分 · ヤンセン 51分 (pen.) · オノマー 65分 · ラメラ 68分 | レポート(BBC) |                | 競技場: ホワイト・ハート・レーン 観客数: 26,244人 主審: デイヴィッド・クート |  |

## 4回戦
組み合わせ抽選会は2016年9月21日に行われた。
| 2016年10月25日 | アーセナル (1)                          | 2 - 0         | レディング (2) | ロンドン                                                                 |  |
| 19:45          | オックスレイド＝チェンバレン 33分, 78分 | レポート(BBC) |                | 競技場: エミレーツ・スタジアム 観客数: 59,865人 主審: グラハム・スコット |  |

| 2016年10月25日 | ブリストル・シティ (2) | 1 - 2         | ハル・シティ (1)                | ブリストル                                                                       |  |
| 19:45          | トムリン 90+3分        | レポート(BBC) | マグワイア 44分 · ドーソン 47分 | 競技場: アシュトン・ゲート・スタジアム 観客数: 16,149人 主審: キース・ストラウド |  |

| 2016年10月25日                                   | リーズ・ユナイテッド (2)         | 2 - 2 (延長) (3-2 PK戦)                                    | ノリッジ・シティ (2)                  | リーズ                                                               |  |
| 19:45                                            | アントンソン 43分 · ウッド 109分 | レポート(BBC)                                              | プリチャード 14分 · オリヴェイラ 99分 | 競技場: エランド・ロード 観客数: 22,222人 主審: アンディ・ウールマー |  |
|                                                  |                                  | PK戦                                                       |                                       |                                                                      |  |
| ウッド ルーフェ フィリップス グライムス ヴィエラ |                                  | ドーランズ プリチャード ネイスミス オリヴェイラ ブレイディ |                                       |                                                                      |  |

| 2016年10月25日 | リヴァプール (1)     | 2 - 1         | トッテナム・ホットスパー (1) | リヴァプール                                                   |  |
| 19:45          | スタリッジ 9分, 64分 | レポート(BBC) | ヤンセン 76分 (pen.)         | 競技場: アンフィールド 観客数: 53,051人 主審: ジョナサン・モス |  |

| 2016年10月25日 | ニューカッスル・ユナイテッド (2)                                                       | 6 - 0         | プレストン・ノースエンド (2) | ニューカッスル・アポン・タイン                                                     |  |
| 19:45          | ミトロヴィッチ 19分, 55分 · ディアメ 38分, 87分 · リッチー 53分 (pen.) · ペレス 90+1分 | レポート(BBC) |                              | 競技場: セント・ジェームズ・パーク 観客数: 49,042人 主審: アンドリュー・マッドレー |  |

| 2016年10月26日 | サウサンプトン (1) | 1 - 0         | サンダーランド (1) | サウサンプトン                                                               |  |
| 19:45          | ブファル 66分      | レポート(BBC) |                    | 競技場: セント・メリーズ・スタジアム 観客数: 21,460人 主審: クリス・カバナー |  |

| 2016年10月26日 | ウェストハム・ユナイテッド (1)    | 2 - 1         | チェルシー (1)  | ロンドン                                                               |  |
| 19:45          | クヤテ 11分 · フェルナンデス 48分 | レポート(BBC) | ケーヒル 90+4分 | 競技場: ロンドン・スタジアム 観客数: 45,957人 主審: クレイグ・ポーソン |  |

| 2016年10月26日 | マンチェスター・ユナイテッド (1) | 1 - 0         | マンチェスター・シティ (1) | マンチェスター                                                           |  |
| 20:00          | マタ 54分                        | レポート(BBC) |                            | 競技場: オールド・トラッフォード 観客数: 74,196人 主審: マイク・ディーン |  |

## 準々決勝
組み合わせ抽選会は2016年10月26日に行われた。
| 2016年11月28日                         | ハル・シティ (1)    | 1 - 1 (延長) (3-1 PK戦)           | ニューカッスル・ユナイテッド (2) | キングストン・アポン・ハル                                           |  |
| 19:45                                  | スノッドグラス 99分 | レポート(BBC)                     | ディアメ 98分                    | 競技場: KCOMスタジアム 観客数: 16,243人 主審: ニール・スワーブリック |  |
|                                        |                     | PK戦                              |                                  |                                                                      |  |
| スノッドグラス ドーソン ハドルストーン |                     | シェルヴェイ ゲイル アツ グフラン |                                  |                                                                      |  |

| 2016年11月28日 | リヴァプール (1)                | 2 - 0         | リーズ・ユナイテッド (2) | リヴァプール                                                     |  |
| 19:45          | オリジ 76分 · ウッドバーン 81分 | レポート(BBC) |                          | 競技場: アンフィールド 観客数: 52,012人 主審: アンドレ・マリナー |  |

| 2016年11月29日 | アーセナル (1) | 0 - 2         | サウサンプトン (1)                | ロンドン                                                               |  |
| 19:45          |                | レポート(BBC) | クラーシ 13分 · バートランド 38分 | 競技場: エミレーツ・スタジアム 観客数: 59,013人 主審: ケビン・フレンド |  |

| 2016年11月29日 | マンチェスター・ユナイテッド (1)                     | 4 - 1         | ウェストハム・ユナイテッド (1) | マンチェスター                                                             |  |
| 20:00          | イブラヒモビッチ 2分, 90+3分 · マルシャル 48分, 62分 | レポート(BBC) | フレッチャー 35分              | 競技場: オールド・トラッフォード 観客数: 65,269人 主審: マイク・ジョーンズ |  |

## 準決勝
組み合わせ抽選会は2016年11月30日に行われた。

### 第1戦
| 2017年1月10日 | マンチェスター・ユナイテッド (1) | 2 - 0         | ハル・シティ (1) | マンチェスター                                                           |  |
| 20:00         | マタ 56分 · フェライニ 87分      | レポート(BBC) |                  | 競技場: オールド・トラッフォード 観客数: 65,798人 主審: ケビン・フレンド |  |

| 2017年1月11日 | サウサンプトン (1) | 1 - 0         | リヴァプール (1) | サウサンプトン                                                                     |  |
| 19:45         | レドモンド 20分    | レポート(BBC) |                  | 競技場: セント・メリーズ・スタジアム 観客数: 31,480人 主審: ニール・スワーブリック |  |

### 第2戦
| 2017年1月25日 | リヴァプール (1) | 0 - 1 (2戦合計 0 - 2) | サウサンプトン (1) | リヴァプール                                                           |  |
| 20:00         |                  | レポート(BBC)         | ロング 90+1分      | 競技場: アンフィールド 観客数: 52,238人 主審: マーティン・アトキンソン |  |

サウサンプトンが決勝に進出
| 2017年1月26日 | ハル・シティ (1)                           | 2 - 1 (2戦合計 2 - 3) | マンチェスター・ユナイテッド (1) | キングストン・アポン・ハル                                     |  |
| 19:45         | ハドルストーン 35分 (pen.) · ニアッセ 85分 | レポート(BBC)         | ポグバ 66分                      | 競技場: KCOMスタジアム 観客数: 16,831人 主審: ジョナサン・モス |  |

マンチェスター・ユナイテッドが決勝に進出

## 決勝
| 2017年2月26日 16:30 |

| マンチェスター・ユナイテッド (1)              | 3 - 2         | サウサンプトン (1)            |
| イブラヒモビッチ 19分, 87分 · リンガード 38分 | レポート(BBC) | ガッビアディーニ 45+1分, 48分 |

| ウェンブリー・スタジアム,ロンドン 観客数: 85,264人 主審: アンドレ・マリナー |

| マンチェスター・ユナイテッド | サウサンプトン |

| GK                   | 1  | ダビド・デ・ヘア           |      |      |
| RB                   | 25 | アントニオ・バレンシア     |      |      |
| CB                   | 3  | エリック・バイリー         |      |      |
| CB                   | 12 | クリス・スモーリング       |      |      |
| LB                   | 5  | マルコス・ロホ             |      |      |
| CM                   | 21 | アンデル・エレーラ         | 24分 |      |
| CM                   | 6  | ポール・ポグバ             |      |      |
| RW                   | 14 | ジェシー・リンガード       | 41分 | 77分 |
| AM                   | 8  | フアン・マタ               |      | 46分 |
| LW                   | 11 | アントニー・マルシャル     |      | 90分 |
| CF                   | 9  | ズラタン・イブラヒモビッチ |      |      |
| サブメンバー         |    |                            |      |      |
| GK                   | 20 | セルヒオ・ロメロ           |      |      |
| DF                   | 17 | デイリー・ブリント         |      |      |
| MF                   | 16 | マイケル・キャリック       |      | 46分 |
| MF                   | 18 | アシュリー・ヤング         |      |      |
| MF                   | 27 | マルアン・フェライニ       |      | 90分 |
| FW                   | 10 | ウェイン・ルーニー         |      |      |
| FW                   | 19 | マーカス・ラッシュフォード |      | 77分 |
| 監督                 |    |                            |      |      |
| ジョゼ・モウリーニョ |    |                            |      |      |

| GK                 | 1  | フレイザー・フォースター         |      |      |
| RB                 | 2  | セドリック・ソアレス             |      |      |
| CB                 | 3  | 吉田麻也                         |      |      |
| CB                 | 24 | ジャック・スティーヴンス         | 40分 |      |
| LB                 | 21 | ライアン・バートランド           |      |      |
| CM                 | 14 | オリオール・ロメウ               | 18分 |      |
| CM                 | 8  | スティーヴン・デイヴィス         |      | 90分 |
| RW                 | 16 | ジェームズ・ウォード＝プラウズ   |      |      |
| AM                 | 11 | ドゥシャン・タディッチ           |      | 77分 |
| LW                 | 22 | ネイサン・レドモンド             | 56分 |      |
| CF                 | 20 | マノロ・ガッビアディーニ         |      | 83分 |
| サブメンバー       |    |                                  |      |      |
| GK                 | 40 | ムエズ・アセン                   |      |      |
| DF                 | 12 | マルティン・カセレス             |      |      |
| DF                 | 38 | サム・マックイーン               |      |      |
| MF                 | 19 | ソフィアン・ブファル             |      | 77分 |
| MF                 | 23 | ピエール・エミール・ホイビュルク |      |      |
| FW                 | 7  | シェーン・ロング                 |      | 83分 |
| FW                 | 9  | ジェイ・ロドリゲス               |      | 90分 |
| 監督               |    |                                  |      |      |
| クロード・ピュエル |    |                                  |      |      |

| EFLカップ 2016-2017 優勝                    |
| ------------------------------------------- |
| マンチェスター・ユナイテッド 7大会ぶり5回目 |